# Tomasz Wałdoch
Tomasz Wojciech Wałdoch est un footballeur polonais né le 10 mai 1971 à Gdańsk.

## Carrière
- 1980-1988 : Stoczniowiec Gdańsk  Pologne
- 1988-1995 : Górnik Zabrze  Pologne
- 1994-1999 : VfL Bochum  Allemagne
- 1999-2006 : Schalke 04  Allemagne
- 2006-2007 : Jagiellonia Białystok  Pologne

## Palmarès
- 74 sélections et 2 buts avec l'équipe de Pologne entre 1991 et 2002.
- Médaille d'argent aux Jeux olympiques de 1992 avec la Pologne.